# Zilahy Gyula

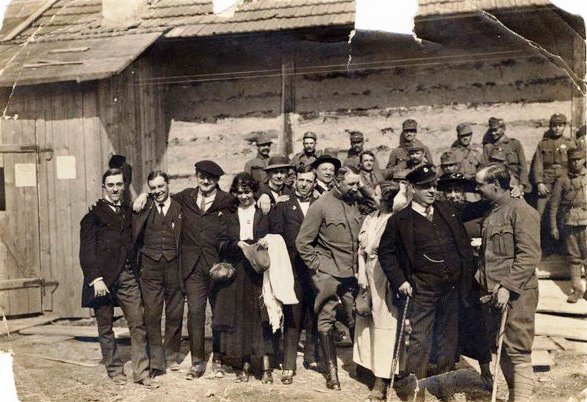
Az Első Magyar Tábori Színház tagjai Majdanban, az orosz fronton katonák társaságában a színház épülete előtt. Balról 3.: Pázmán Ferenc, 4.: Komáromy Gizi, Jobbról 2.: Zilahy Gyula

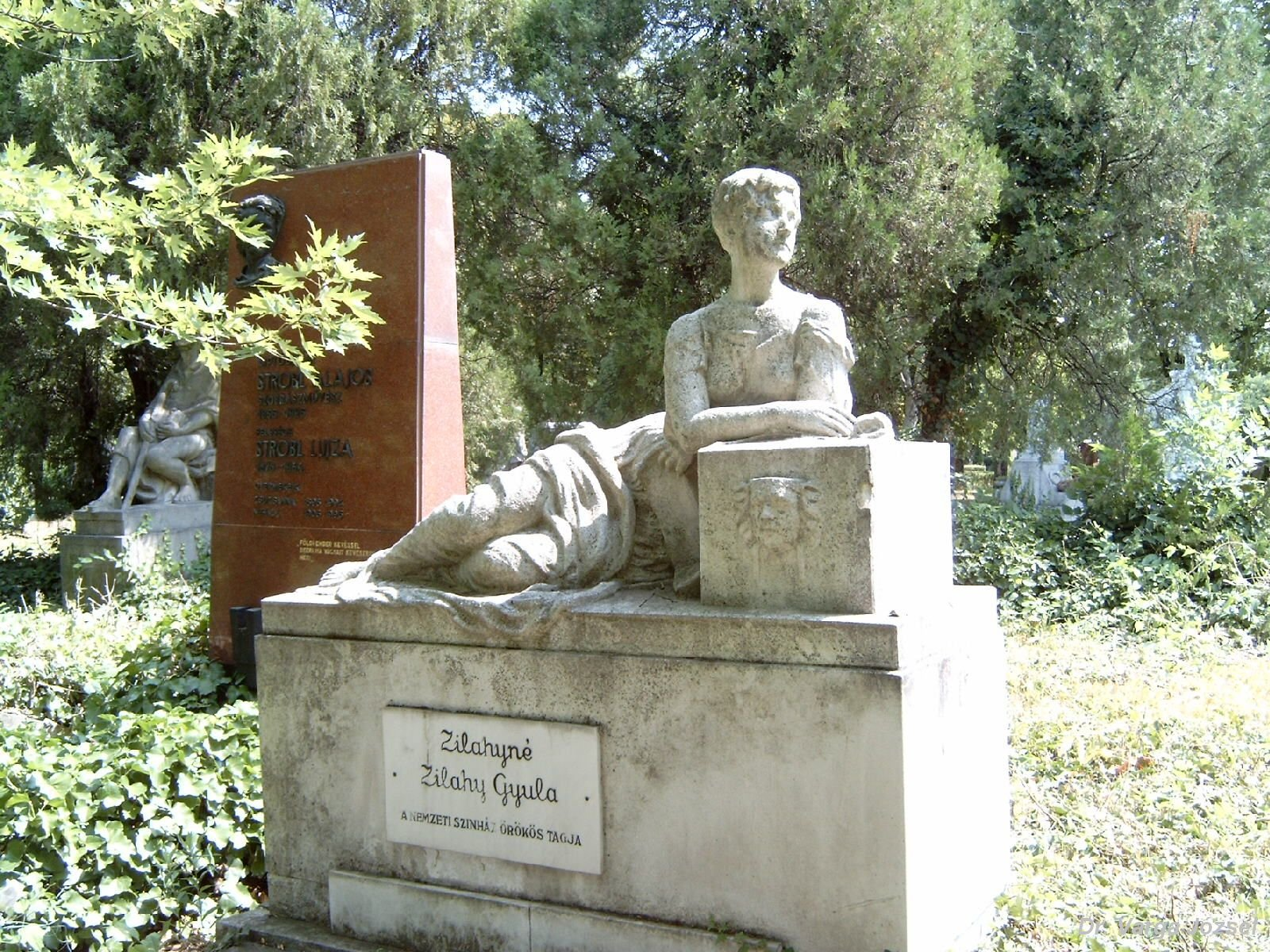
Zilahy Gyula és felesége sírja. Alkotó: Kallós Ede

Zilahy Gyula (Zilah, 1859. január 15. – Budapest, 1938. május 16.) magyar színész, színházigazgató, rendező. Singhoffer Vilma férje, Zilahy Pál színész édesapja.

## Élete
Zilahy Balogh János és Domby Katalin fia. Zilahon, Kolozsváron és Pesten tanult, majd megszökve otthonról Pomázon Soós Mihály és Kovács Gyula társulatánál lépett fel először 1876-ban. Vidéken több helyen is játszott (Adony, Gödöllő, Léva, Esztergom Nyitra, Újpest, majd Vác, Szabadka, Zombor, Újvidék) majd amikor Aradi Gerőhöz került Szegedre, már neves művésznek számított. 1880 és 1884 között Kolozsvárott működött, 1885-87-ben Debrecenben, 1888-ban Szegeden játszott, 1889 és 1902 között az ottani Nemzeti Színház művésze volt. 1893. június 10-én kötött házasságot Singhoffer Vilmával. 1901. augusztus 19. és 1906 között igazgató volt Aradon, majd 1905–től Debrecenben, míg 1913. február 13-án anyagi problémák miatt lemondott posztjáról. 1908. február 23-án tartott 25 éves színészi jubileumát országszerte ünnepelték. 1915-ben fellépett a Vígszínházban, 1917-ben a Városi Színházban. 1918-ban a fronton tartott művészi eladásokat katonáknak. 1918 és 1925 között a Belvárosi Színház tagja volt, kivéve, az 1923–1924-es évadot. Ezt követően budapesti magánszínházakban lépett csak fel egy-egy szerepben. Az 1920-as években a vasutasok Törekvés műkedvelő gárdájának rendezője volt. Kezdetben hősöket, később komikus szerepeket és népi zsánereket alakított. Mint a Nemzeti Színház egyik legnépszerűbb művészét, 1890-ben Farkas–Ratkó-díjjal jutalmazták.
Sírja a Kerepesi úti temetőben található 26/1-1-36

## Főbb szerepei
- Csiky Gergely: Cifra nyomorúság - Mádi Simi
- Tóth Kálmán: A király házasodik - Kopjai Imre
- Herczeg Ferenc: A dolovai nábob lánya - Bilitzky-Maróth
- Gárdonyi Géza: A bor - Göre Gábor
- Szép Ernő: Patika - Postamester
- Török Sándor: Bankett a Kék Szarvasban - Pap

## Könyve
- Ötven év. (Ifjúságom és életem.) 1931.